# Flaga Guamu
Flaga Guamu – prostokątna, niebieska z otoczką czerwona oraz z godłem wyspy. Została przyjęta 9 lutego 1948.

## Symbolika
Kolor niebieski symbolizuje Ocean Spokojny, a pieczęć Guam jest symbolem opieki i trwałości lokalnych rządów, ponadto kształt pieczęci jest taki, jak kształt pocisku do procy tradycyjnie używanego przez guamski lud Czamorrów. 